# Vyšná Jablonka
Vyšná Jablonka je obec na Slovensku v okrese Humenné v Prešovském kraji. Žije zde 51 obyvatel.
První písemná zmínka pochází z roku 1436.

## Pamětihodnosti
- řeckokatolický Chrám svatého Petra a Pavla z roku 1766[2]
- vodní mlýn, který je dnes k vidění v expozituře lidové architektury Humenského muzea